# We Are Most Amused
We Are Most Amused est un gala de bienfaisance qui s’est tenu au New Wimbledon Theatre le 12 novembre 2008 en l’honneur du 60e anniversaire du prince Charles et dont les bénéfices ont été reversés à l’organisation caritative The Prince’s Trust. Le prince Charles y a assisté avec son épouse Camilla Parker Bowles et son fils cadet, le prince Harry.
L’organisation du spectacle était similaire à celle du Royal Variety Show ; divers numéros comiques y ont été présentés. La représentation a été télédiffusée par ITV le 15 novembre 2008.
Cet événement fut l’occasion de la première prestation sur scène de Robin Williams au Royaume-Uni depuis plus de 25 ans. Des billets furent vendus pour participer et en l’espace d’une heure, il fut acquis que le spectacle se jouerait à guichets fermés.

## Artistes
- Philip Schofield (maître de cérémonie)
- John Cleese
- Robin Williams
- Michael McIntyre
- Miriam Margolyes
- Bill Bailey
- Andrew Sachs
- Rowan Atkinson
- Omid Djalili
- Stephen K. Amos
- Alistair McGowan
- Amanda Holden
- Fern Britton (séquence comique préenregistrée)
- Jon Culshaw
- Joan Rivers
- Eric Idle